# آرثر كونينغ
آرثر كونينغ (بالهولندية: Arthur Koning)‏ هو موجه قوارب ‏ هولندي، ولد في 22 سبتمبر 1944 في أمستردام في هولندا، وتوفي بنفس المكان في 10 يوليو 2015.

## وصلات خارجية
- آرثر كونينغ على موقع الاتحاد الدولي للتجديف (الإنجليزية)
- آرثر كونينغ على موقع اللجنة الأولمبية الدولية (الإنجليزية)
- آرثر كونينغ على موقع أوليمبيديا (الإنجليزية)